# Српске громиле
Српске громиле је монографија београдског археолога Ђорђа Јанковића, објављена 1998. године.
Књига је прва научна синтеза која археолошки идентификује Србе у односу на друге Словене раног средњег века, преко анализе материјалних трагова погребног обреда које налазимо у громилама (хумкама, тумулима) између 4. и 12. столећа.
Громиле су углавном мање хумке, донекле различитог састава, које понекад садрже разне предмете. У њима нема остатака људских скелета. То се објашњава, како ће се видети, обичајима да се спаљени остаци покојника не сахрањују у земљу, већ изван громила. По правилу, раније су сличне хумке тумачене као гробови праисторијског или античког доба. Издвајање средњовековних громила омогућава стварање прве стварне слике о Србима у раном средњем веку.— Ђорђе Јанковић, у Предговору књиге
Илустратор и дизајнер књиге је Раде Товладијац, а издавачи су Свесловенски савез и НИП „Књижевна реч“ из Београда.

## Географски распоред српских громила на Балкану
Аутор на основу досадашњих истраживања громила одређује њихов просторни распоред на Балкану овако:
Громиле на једноставан и очигледан начин омеђују српски етнички простор у раном средњем веку. Он се скоро подудара са границама римске Далмације. Те границе су на истоку према Великој и Јужној Морави, али су Срби веома рано живели у Неготинској крајини, па можда и другде источно од римске Далмације. На југу је Срба било у области Шар планине или још јужније, око Дебра и даље. На југозападу су Срби насељавали приморје, али није познато да ли су већ у раном средњем веку настанили и велика острва као што су Корчула, Мљет, Хвар, Брач, која се у X столећу наводе као српска. На западу су Срби живели у Поуњу, Лици и Крбави, вероватно до Купе. Према Панонији је граница ишла Посавином.— Ђорђе Јанковић

## Стручно-научне изложбе громила
Прву археолошку изложбу новооткривене грађе, под називом „Српске громиле“, Јанковић је организовао у Музеју града Београда у новембру и децембру 1993. године. Изложба је приказана 1994. и 1995. и у местима где су истраживања вршена — Дрвару, Книну, Бенковцу и Обровцу — да би јој се изгубио траг након операције „Олуја” Војске Републике Хрватске у августу 1995. године.